# Feo Aladag
Feo Aladag (née Schenk, le 13 janvier 1972 à Vienne) est une réalisatrice, metteur en scène et actrice autrichienne, connue pour son film  L'Étrangère qui a remporté le festival du film de Tribeca en 2010.

## Filmographie
- 2010 :  L'Étrangère (Die Fremde)
- 2014 : Entre deux mondes (Zwischen Welten)